# Hedana maculosa
Hedana maculosa är en spindelart som beskrevs av Henry Roughton Hogg 1896. Hedana maculosa ingår i släktet Hedana och familjen krabbspindlar. Inga underarter finns listade i Catalogue of Life.